# محمود كامل الرشيدي
المستشار محمود كامل الرشيدي هو قاضي مصري يشغل حاليا منصب رئيس الدائرة الثانية لمحكمة جنايات شمال القاهرة، ورئيس نادى القضاة بالسويس. من مواليد الأول من أغسطس عام 1952، بمنطقة حدائق القبة بمحافظة القاهرة. وعرف إعلاميا بأنه قاضي محكمة القرن التي تم فيها إعادة محاكمة الرئيس السابق حسني مبارك، ونجليه علاء وجمال، ووزير الداخلية الأسبق حبيب العادلي و6 من كبار مساعديه، والتي سبق أن حكم فيها القاضي أحمد رفعت وأعيدت إلى المحاكم مرة أخرى بعد نقض الحكم .

## حياته المهنية
- تخرج من كلية الحقوق جامعة عين شمس بدور مايو عام 1974 بتقدير عام جيد جدًا مع مرتبة الشرف.
- كان من المقرر أن يتعين بالجامعة لكنه التحق بالنيابة العامة في 28 من مايو سنة 1975.
- بدأ العمل في سلك القضاء معاونا للنيابة بنيابة الأربعين في محافظة السويس.
- بعد عدة أشهر تمت ترقيته إلى درجة مساعد نيابة، ثم مدير نيابة الأربعين ، وبعدها مدير نيابة جنوب سيناء ، وظل بها منذ عام 1975 وحتى 1980.
- ثم عمل بعد ذلك بنيابة بنها الكلية.
- انتقل إلى القضاء في مطلع أكتوبر سنة 1982، حيث عمل بمحكمة شمال القاهرة.
- تم ترقيته عقب ذلك ليتولى رئاسة محكمة مصر الجديدة، والتي عمل بها حتى 1991.
- ثم تولى رئاسة محكمة سوهاج وترقى بعدها لدرجة مستشار في 31 أغسطس 1992.
- تم ترقيته رئيساً بمحكمة الاستئناف في 30 يونيو 1998.
- عمل كعضو الشمال في محاكم جنايات الزقازيق والقاهرة والجيزة والإسماعيلية والسويس، بالإضافة إلى عمله كعضو يمين في نفس المحاكم.
- ثم أصبح رئيس الدائرة الثانية لمحكمة جنايات شمال القاهرة.
- فاز برئاسة نادى القضاة بالسويس.
- تولى درجة رئيس الدائرة الثانية لمحكمة جنايات شمال القاهرة بعد بلوغ رئيس الدائرة السابق المستشار نصحى عزيز سن التقاعد ، فاختير ليخلف المستشار أحمد رفعت بعد تنحى المستشار مصطفى حسين لشعوره بالحرج ، لنظر قضية القرن بعد أن أعادت محكمة النقض القضية لمحكمة الاستئناف بعد قبول طعن المتهمين.[2]

## قاضي محاكمة القرن
تولى المستشار محمود كامل الرشيدى درجة رئيس الدائرة الثانية لمحكمة جنايات شمال القاهرة، التي تنظر محاكمة الرئيس المصري السابق محمد حسني مبارك ورموز نظامه في 1 أكتوبر من عام 2012، ليصبح قاضى محاكمة القرن. وقضى المستشار الرشيدى ببراءة الرئيس الأسبق مبارك ونجليه ورموز نظامه وعلى رأسهم وزير الداخلية الأسبق حبيب العادلى ورجل الأعمال حسين سالم من كافة الاتهامات الموجهة إليهم، والتي تتعلق باشتراك العادلي ومساعديه في قتل المتظاهرين السلميين في خلال ثورة 25 يناير 2011، وعدم جواز توجيه الاتهام ذاته إلى مبارك، إضافة إلى براءة مبارك في قضية تصدير الغاز إلى إسرائيل بأسعار زهيدة، وانقضاء دعوى الفساد المتهم فيها مبارك ونجلاه وحسين سالم.